# Waldemar Méndez
Enrique Waldemar Méndez Martijena (* 20. Januar 1971 in Laprida) ist ein ehemaliger argentinischer Fußballspieler. Der Torwart spielte für Vereine in Argentinien und Chile.

## Karriere
Waldemar Méndez begann seine Karriere 1990 in seiner Heimat Argentinien bei Ferro Carril Oeste, wo er bereits in der Jugend gespielt hatte. Er wechselte nach vier Jahren ohne Einsatz nach Chile zu Unión La Calera. In Chile spielte er für mehrere Teams und gewann 1996 mit Deportes La Serena die Meisterschaft der Segunda División. 2005 beendete er seine Karriere als Spieler bei Unión La Calera und war 2006 Interimstrainer beim CD Magallanes. Auch danach blieb er in Chile, dessen Nationalität er durch seine lange Zeit im Land angenommen hatte, und arbeitete als Spielanalyst für Radio sowie Fernsehen.

## Erfolge
Deportes La Serena
- Chilenischer Zweitligameister: 1996